# انقلاب قبرص 1974
انقلاب قبرص 1974 هو انقلاب عسكري جرى يوم 15 يوليو 1974، وقام به كلاً من الجيش اليوناني في قبرص والحرس الوطني القبرصي والمجلس العسكري اليوناني 1967-1974. أطاح مدبرو الانقلاب برئيس قبرص الحالي رئيس الأساقفة مكاريوس الثالث من منصبه واستبدله بالقومي المؤيد لإينوسيس (الوحدة مع اليونان) نيكوس سامبسون. تم وصف نظام سامبسون على أنه دولة دمية، وهدفها النهائي هو ضم الجزيرة إلى اليونان؛ ولفترة قصيرة أعلن الانقلابيون إنشاء «جمهورية قبرص اليونانية». واعتبرت الامم المتحدة الانقلاب غير شرعي.

## البداية
تأسست جمهورية قبرص سنة 1960 بموجب اتفاقيتا لندن وزيورخ، وكان القبارصة اليونانيون والقبارصة الأتراك هم المجتمعان المؤسسان. ومع ذلك في أعقاب التعديلات الدستورية التي اقترحها مكاريوس الثالث ورفضها القبارصة الأتراك، اندلع العنف الطائفي في جميع أنحاء الجزيرة، وانتهى تمثيل القبارصة الأتراك في الحكومة جزئيًا بسبب المنع القسري وجزئيًا بسبب الانسحاب الطوعي، فبدأ القبارصة الأتراك العيش في الجيوب.
وضعت اليونان سياسة وطنية لتحقيق إينوسيس (اتحاد الجزيرة مع اليونان) منذ الخمسينيات من القرن الماضي. فبعد 1964 حاولت الحكومة اليونانية السيطرة على سياسات مكاريوس، وبعد عدم رغبته في طاعة أثينا، حاولت زعزعة استقرار حكومته. بينما تحولت السياسة اليونانية إلى سياسة أكثر تعاونًا بعد 1967 عندما تولى المجلس العسكري المتطرف السلطة في اليونان، فقد دعمت مجموعة إيوكا-B اليمينية المتطرفة ضد ماكاريوس. واعتقد ديميتريوس يوانيديس القائد الفعلي للمجلس العسكري أن مكاريوس لم يعد مؤيدًا حقيقيًا لإنوسيس، واشتبه في أنه متعاطف مع الشيوعية. وخلال سنوات 1971 و 1974 أعدت الحكومة اليونانية خمس خطط للإطاحة بحكومة مكاريوس.

## الانقلاب

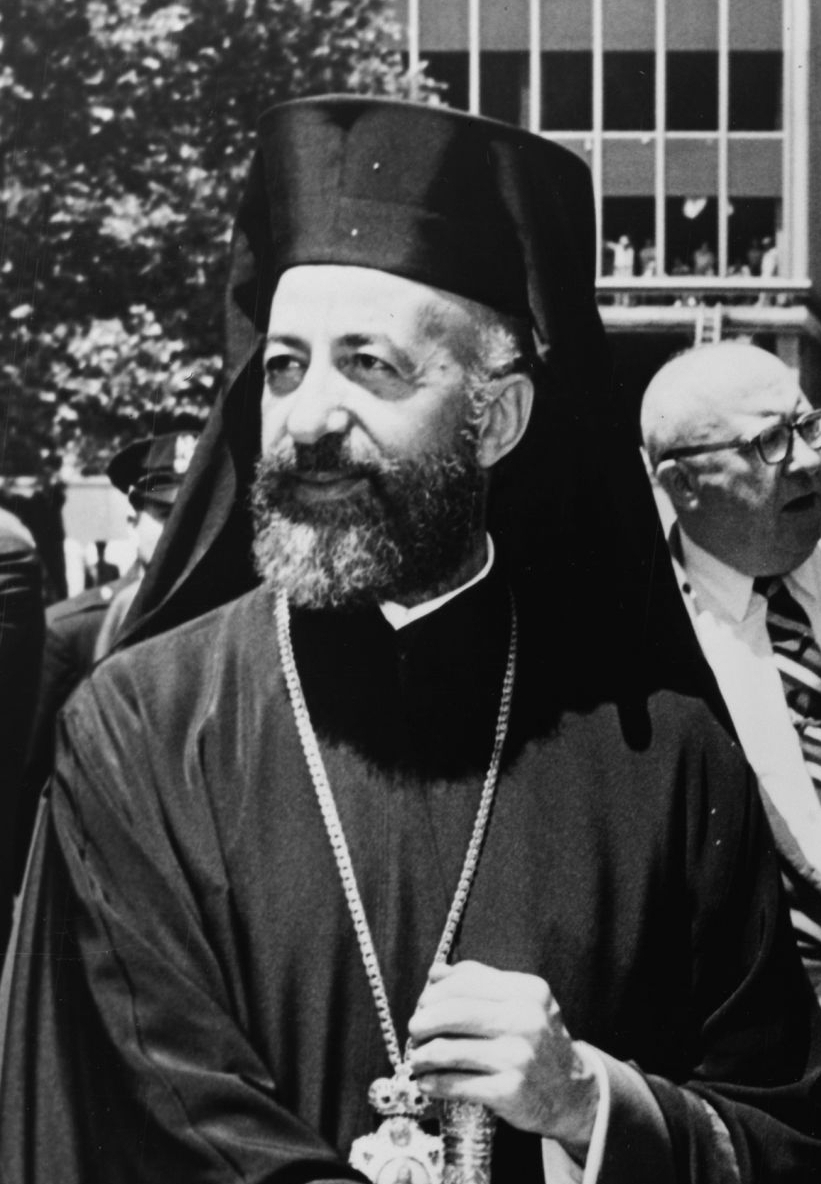
الرئيس المخلوع مكاريوس (في الوسط)، وسامبسون (على اليمين) الزعيم الجديد.

تزعم ديميتريوس يوانيديس أحد قادة المجلس العسكري اليوناني الانقلاب، وأدار الضباط اليونانيون الحرس الوطني القبرصي للاستيلاء على القصر الرئاسي في نيقوسيا. فاحترق المبنى بالكامل تقريبًا. ونجا مكاريوس بصعوبة من الموت في الهجوم، حيث هرب من الباب الخلفي وتوجه إلى بافوس، فتمكن البريطانيون من انقاذه بعد ظهر يوم 16 يوليو، ونقل جواً من أكروتيري إلى مالطا في طائرة نقل تابعة لسلاح الجو الملكي، ومن هناك إلى لندن في صباح اليوم التالي. وحضر في يوم 19 يوليو اجتماع مجلس الأمن التابع للأمم المتحدة في نيويورك وألقى خطابًا ذكر فيه أن اليونان قد غزت قبرص.
وُصِف النظام الجديد بأنه نظام دمية متطرف للمجلس العسكري اليوناني. ففي يوم 15 تموز بين الساعة 8 صباحًا و 9 صباحًا، أعلن قادة التمرد على قناة هيئة البث القبرصية الحكومية نجاح انقلابهم، مدعين: «تدخل الحرس الوطني لحل المشكلة. [...]. ومات مكاريوس». ولكن أعلن مكاريوس قبل رحلته من بث خاص في بافوس أنه على قيد الحياة. وفرضت الحكومة الجديدة رقابة شديدة على الصحافة وأوقفت طباعة الصحف اليسارية. استمرت الصحف اليمينية ماتشي وإثنيكي وآغون في النشر، وكان أسلوبها دعائي للغاية. لم يعلن سامبسون صراحة عن نيته بالانضمام إلى السلطة في الأيام التي أعقبت الانقلاب، بل ركز بدلاً من ذلك على قمع أي دعم لمكاريوس والدعاية المكثفة لتشويه سمعة حكومته.
وردا على ذلك ذكر رؤوف دنكتاش زعيم الإدارة القبرصية التركية أنه يعتقد أن الأحداث هي بين القبارصة اليونانيين، ودعا القبارصة الأتراك إلى عدم الخروج، وطلب من قوة الأمم المتحدة إلى اتخاذ تدابير أمنية واسعة النطاق للقبارصة الأتراك. لم يقم الحرس الوطني القبرصي بأي محاولات لدخول الجيوب القبرصية التركية، لكنه أغار على منازل القبارصة اليونانيين والأتراك على حد سواء في القرى المختلطة لمصادرة الأسلحة. وأفادت الحكومة التركية بأن الذخيرة تنتقل إلى قبرص عبر خطوط أولمبيك الجوية، مما أثار انتباه قوة الأمم المتحدة لحفظ السلام في قبرص. ولا يزال من غير المؤكد إن عانى القبارصة الأتراك كنتيجة مباشرة للانقلاب، لكن سامبسون كان يُنظر إليه على أنه شخصية غير جديرة بالثقة بسبب سياساته المؤيدة للإينوسيس ودوره الوحشي ضد القبارصة الأتراك سنة 1963.
في أعقاب الانقلاب بدأ المجلس العسكري الذي أنشئ حديثًا حملة قمع ضد أنصار مكاريوس، مما أدى إلى سقوط عدد من القتلى وعدد كبير من المحتجزين وفقًا لفرانك هوفميستر. لا يزال غير معروف عدد الوفيات الناجمة عن الانقلاب، حيث سردت جمهورية قبرص الوفيات الناجمة عن الانقلاب بين المفقودين بسبب الغزو التركي. وفقًا لـ Haralambos Athanasopulos فقد تم وضع ما لا يقل عن 500 قبرصي يوناني في قائمة المفقودين من القبارصة اليونانيين البالغ عددهم 1617 شخصًا وألقي اللوم في وفاتهم على الأتراك والقبارصة الأتراك. وفقًا لملليت في 19 يوليو 1974 اندلعت اشتباكات عنيفة في بافوس، وحتى باستثناء بافوس بلغ عدد القتلى بسبب الاقتتال الداخلي بين القبارصة اليونانيين حوالي 300 مدني و 30 جنديًا يونانيًا، ونقلت جثثهم إلى أثينا.

## النتائج
رداً على الانقلاب غزت تركيا الجزيرة يوم 20 يوليو 1974، بحجة أن الإجراء كان متوافقًا مع معاهدة الضمان (1960)، للسيطرة على الشمال وتقسيم قبرص على طول ما أصبح يُعرف بالخط الأخضر الذي يقطع حوالي ثلث إجمالي الأراضي. استقال سامبسون جراء ذلك وانهار النظام العسكري الذي عينه، وعاد مكاريوس. فأسس القبارصة الأتراك حكومة مستقلة لما أطلقوا عليه اسم دولة قبرص الاتحادية التركية (TFSC) برئاسة رؤوف دنكتاش. وأعلنوا في 1983 عن جمهورية شمال قبرص التركية في الجزء الشمالي من الجزيرة، والتي لا تزال دولة بحكم الأمر الواقع.